# Київські півники

Київські півники — серія стрітарт робіт київського художника Жені Бертолуччі.

## Історія
Півники виливаються з бетону чи пластику та розміщуються на різних об'єктах у Києві. Наразі півників можна зустріти на Полощі Толстого на димарях будинків, у колекторі на перехресті Терещенківської та Богдана Хмельницького та інших місцях міста. У 2013 році кількість півників у Києві становила близько 600 штук.